# Tyta ochracea
Tyta ochracea là một loài bướm đêm trong họ Noctuidae.